# Правая оппозиция в ВКП(б)
Пра́вая оппози́ция (также правые коммунисты) — условная фракция в ВКП(б) (1928—1930), наиболее известными фигурами которой были Николай Бухарин, Алексей Рыков и Михаил Томский. В советской политической традиции часто именовалась «правым уклоном». Первым из советских руководителей в «правом уклоне» был обвинён Моисей Ильич Фрумкин.

## Истоки: кризис 1927 года
Формирование Правой оппозиции связано с резким изменением курса ВКП(б) в политике в отношении деревни. Причиной этому послужил начавшийся ещё в конце 1927 года очередной продовольственный кризис, непосредственно выразившийся в резком снижении поставок хлеба. С одной стороны, сохранялись твёрдые закупочные цены на зерно, а с другой — крестьянство не имело возможности приобретать промышленные товары. Крестьяне требовали повышения закупочных цен на хлеб.

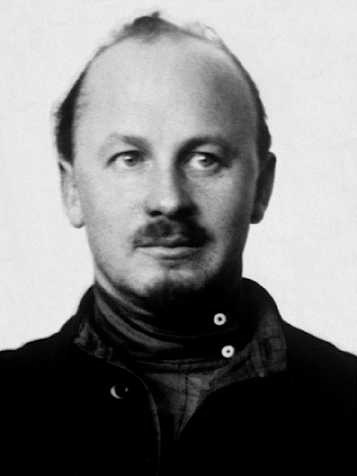
член Политбюро ЦК ВКП(б) Николай Бухарин

Проходивший вскоре после первых признаков кризиса XV съезд ВКП(б) (декабрь 1927 года) наметил мероприятия по социалистической реконструкции сельского хозяйства, усилению плановых начал, ограничению капиталистических элементов города и деревни. Одновременно с этим шла разработка Первого пятилетнего плана.
Изначально политика по проведению принятых на съезде мероприятий в жизнь не шла дальше некоторого ограничения деятельности кулацких хозяйств, изменения политики налогообложения и перераспределения доходов к крупной промышленности. Собственно, эти тезисы были изложены ещё в октябре 1927 года Бухариным в докладе «Партия и оппозиция на пороге 15 партсъезда». Затем, уже на съезде, эти положения были развиты в тезисах Рыкова о директивах по составлению первого пятилетнего плана и Молотова о работе в деревне.
Однако кризис хлебозаготовок к концу 1927 года так и не был разрешён. Это привело к разногласиям внутри правящей партийной группировки, возглавлявшейся Сталиным и Бухариным. Сторонники Сталина видели корень проблемы в усилении «кулака» и «нэпмана», переняв фактически лозунги разгромленной ранее Левой оппозиции, и склонялись к проведению «чрезвычайных мер». В свою очередь, сторонники Бухарина стремились к проведению политики уступок крестьянству.

## «Чрезвычайные меры»: конец 1927 — начало 1928
В середине февраля 1928 года «Правда» писала: «Кулак поднял голову!». Уже 14 и 24 декабря 1927 года по региональным организациям были разосланы секретные директивы ЦК с требованиями во что бы то ни стало увеличить объём хлебозаготовок. Поскольку эти директивы не исполнялись в полной мере, были отправлены ещё несколько распоряжений. В их числе, в директиве от 14 января говорилось о решении ЦК «нажать зверски на наши парторганизации» и требовалось арестовывать «спекулянтов, кулачков и прочих дезорганизаторов рынка и политики цен».
В качестве теоретического обоснования проводимых мер Сталин выдвигает тезис об обострении в стране классовой борьбы. На апрельском Пленуме ВКП(б) была единогласно принята резолюция «О хлебозаготовках текущего года и об организации хлебозаготовительной кампании на 1928-29 год». В соответствии с резолюцией «ЦК должен был принять ряд мер, в том числе и экстраординарного порядка», чтобы «парализовать угрозу общехозяйственного кризиса и обеспечить не только снабжение хлебом городов, но и отстоять взятый партией темп индустриализации страны».

## «Правый поворот»: середина 1928

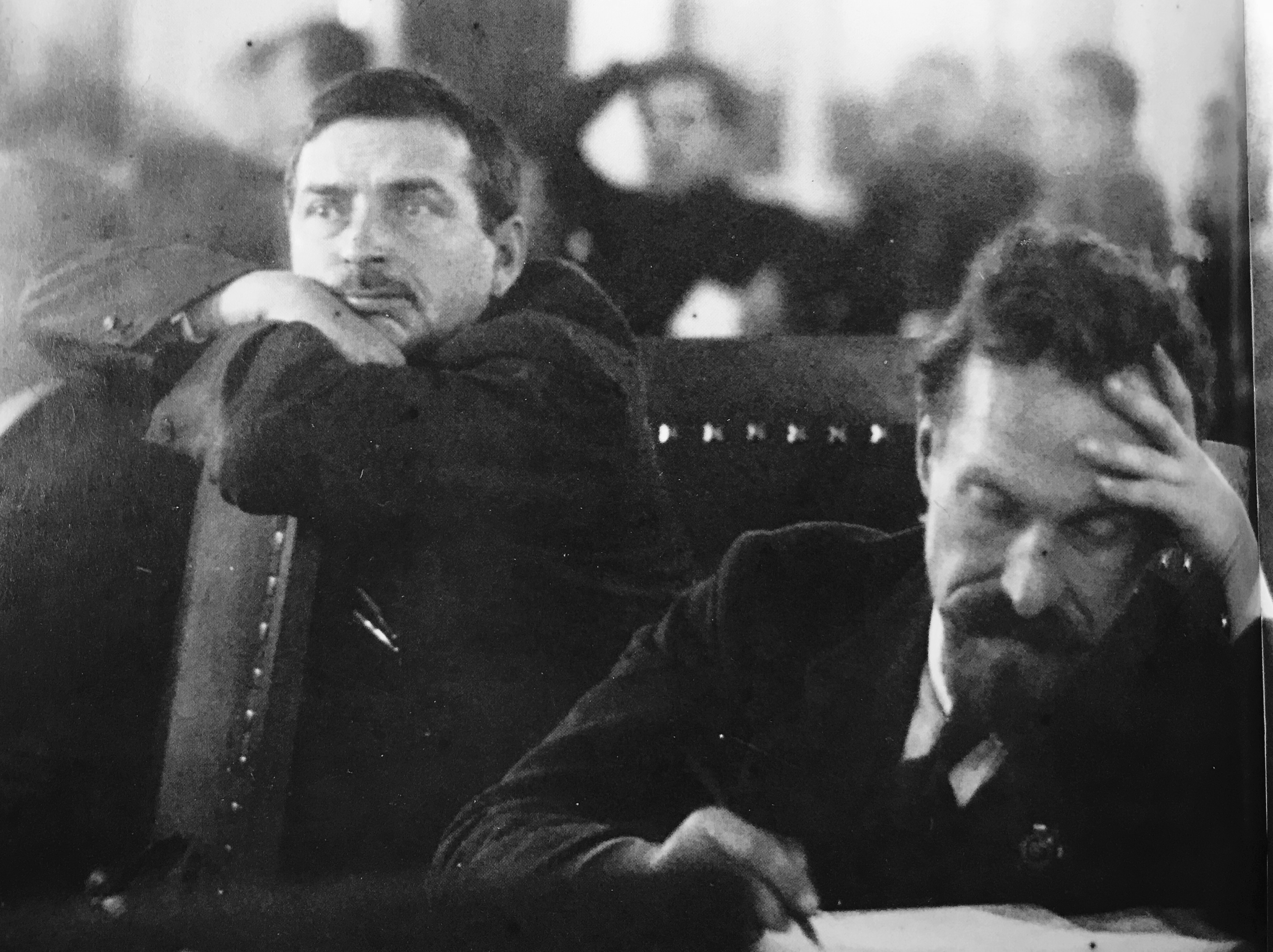
Михаил Томский и Алексей Рыков

Однако вскоре политический курс вновь сменился. На состоявшемся 12 июля 1928 года Пленуме ЦК ВКП(б) сторонники Бухарина резко выступили против проводимых правительством мер. Рыков потребовал отказа от политики, направленной против кулака, что в итоге было принято. Отмену чрезвычайных мер в сельском хозяйстве, предложенную Бухариным и Рыковым, поддержали такие видные члены ЦК, как М. П. Томский, А. И. Стецкий, Н. А. Угланов, Г. Я. Сокольников, М. М. Хатаевич, М. И. Калинин, И. Е. Клименко, Р. И. Эйхе, А. В. Медведев. ЦК выступил против реквизиций продовольствия у крестьян и насильственных хлебных займов. Кроме того, было решено поднять на 20 % закупочные цены на хлеб, что было резко отвергнуто ранее.
30 сентября 1928 года Бухарин в «Правде» опубликовал статью «Заметки экономиста. К началу нового хозяйственного года». Статья вышла примерно в тот же период, когда в Госплане заканчивалась разработка Первого пятилетнего плана. Основной смысл «Заметок экономиста» состоял в предостережении против чрезмерно высоких темпов индустриального развития.

## Борьба с «правым уклоном»: конец 1928 — начало 1929

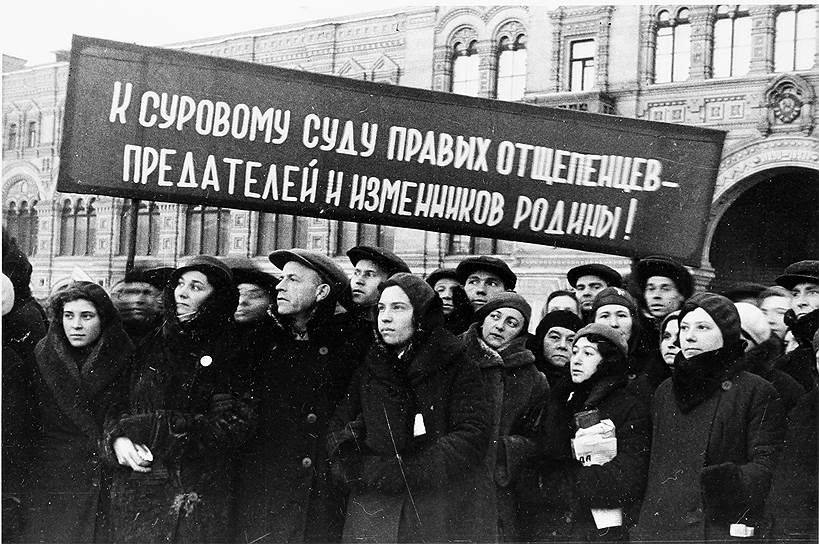
Митинг на Красной площади с требованиями «сурового суда» над «правыми отщепенцами»

Чуть ранее, 18 сентября 1928 года, в «Правде» была опубликована статья Сталина «Коминтерн о борьбе с правыми уклонами». Доклад об опасности «правого уклона» был зачитан Сталиным на Пленуме Московского комитета и Московской контрольной комиссии ВКП(б) в октябре 1928 года. Это стало началом открытого конфликта Сталина со своими бывшими сторонниками по правящей группе — Бухариным, Рыковым, Томским и Николаем Углановым (тогда — первым секретарём Московского городского комитета партии). В одиннадцатую годовщину Октябрьской революции прозвучали официальные лозунги, ранее бывшие лозунгами Левой оппозиции: «Опасность справа!», «Ударим по кулаку!», «Согнём нэпмана!», «Ускорим индустриализацию!»
30 января 1929 года Н. И. Бухарин написал заявление в Политбюро ЦК ВКП(б) по поводу распространяемых о нём измышлений. 9 февраля 1929 года Н. И. Бухарин, А. И. Рыков и М. П. Томский направили совместное заявление Объединённому заседанию Политбюро ЦК ВКП(б) и Президиума ЦКК.
На апрельском Пленуме ЦК и ЦКК (1929) Сталин заявил, что «вчера ещё личные друзья, теперь расходимся с ним в политике». Пленум завершил «разгром группы Бухарина», а сам Бухарин был снят с занимаемых постов. Сталин предлагал назначить Бухарина на почётный, но крайне неблагодарный пост наркома просвещения, однако сам Бухарин попросил дать ему тихую должность начальника Научно-технического управления Высшего совета народного хозяйства. К. Е. Ворошилов писал 8 июня 1929 г. Г. К. Орджоникидзе: 

Бухарин умолил всех не назначать его на Наркомпрос и предложил, а затем настаивал на НТУ. Я поддержал его в этом, поддержало ещё несколько человек и большинством в один голос (против Кобы) мы провели его.
 19 июня 1929 года на Х пленуме ИККИ состоялось отстранение Бухарина от поста члена Президиума ИККИ, ему было предъявлено политическое обвинение в том, что он «скатывается к оппортунистическому отрицанию факта всё большего расшатывания капиталистической стабилизации, что неизбежно ведёт к отрицанию нарастания нового подъёма революционного рабочего движения».
После отказа «покаяться», 17 ноября 1929 Бухарин был выведен из Политбюро. Рыков же признал свои «ошибки» и заявил, что будет вести «решительную борьбу против всех уклонов от генеральной линии партии и, прежде всего, против правого уклона». Но в 1930 г. и он был выведен из Политбюро и снят с поста председателя Совнаркома СССР. Тогда же был выведен из состава Политбюро и Томский.

## Формирование Международной коммунистической оппозиции

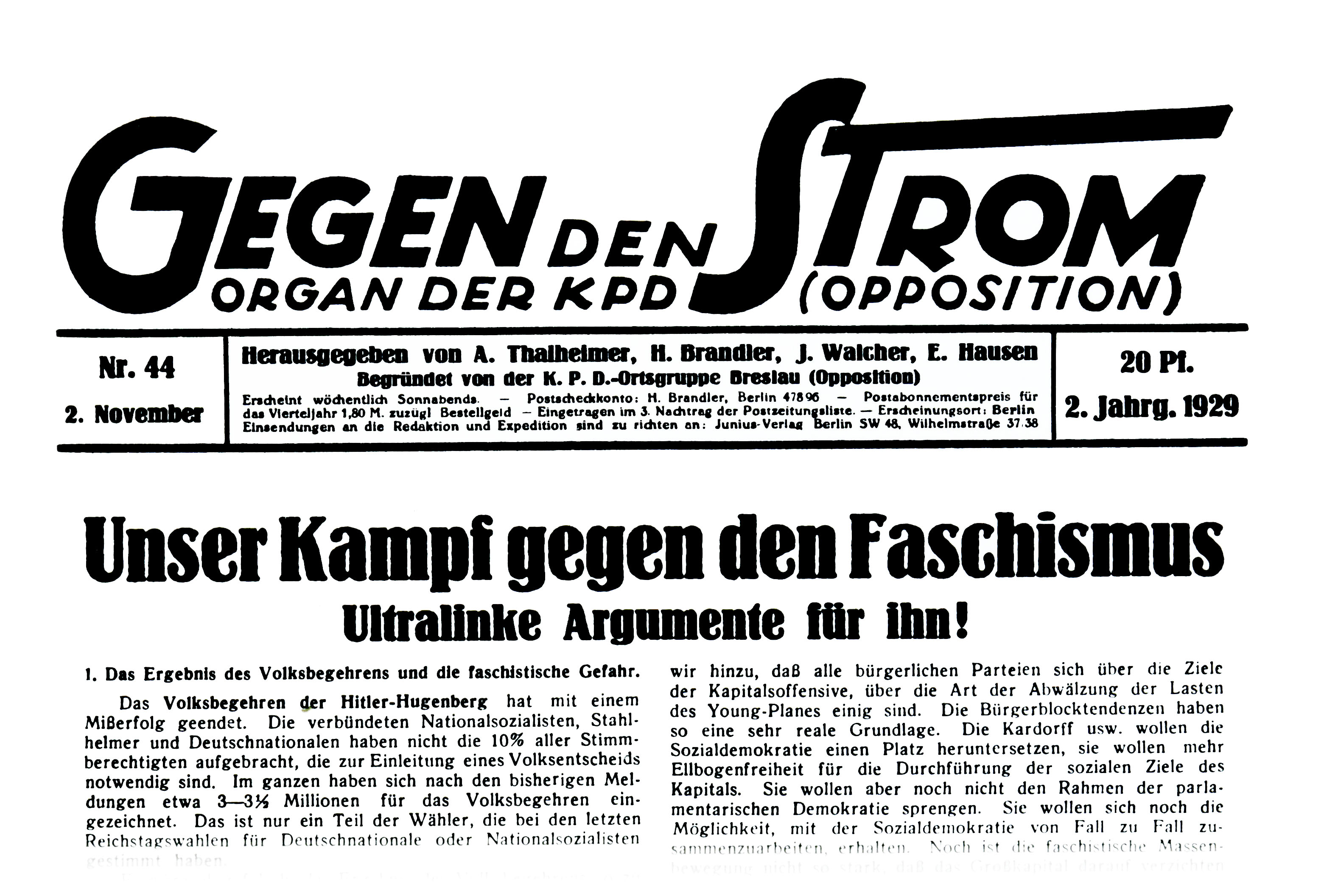
«Gegen den Strom», издание Коммунистической партии Германии — Оппозиции, 1929

В некоторых секциях Коминтерна в конце 1920-х годов оформились фракции, поддерживавшие позиции «правых» в ВКП(б). После их исключения они приступили к созданию собственных организаций, объединившихся в Международную коммунистическую оппозицию (МКО). В Европе ключевыми организациями, связанными с МКО, являлись Коммунистическая партия Германии — Оппозиция во главе с Генрихом Брандлером и Августом Тальгеймером и Коммунистическая партия Швеции во главе с Карлом Чильбумом и Нильсом Флюгом. Состоявшая в МКО Компартия Швеции на парламентских выборах 1932 и 1936 годов получала больше голосов, чем сталинистская компартия.
Также в Европе МКО имела секцию в Испании — Рабоче-крестьянский блок (РКБ, лидер — Хоакин Маурин), имевший большую численность и игравший более заметную роль в политической жизни страны, чем официальная испанская компартия. В 1935 году РКБ объединился с организацией «Коммунистическая левая Испании» Андреса Нина в ПОУМ.
Существовали организации МКО в Северной Америке — в США и Канаде. В 1929 году из американской компартии были исключены её генеральный секретарь Джей Ловстон, Бертрам Вольф и их сторонники, создавшие Коммунистическую партию — Оппозиция (КПО). В Канаде была создана Марксистская образовательная лига (Marxian Educational League), как часть американской КПО.
Членами МКО являлись около 15 организаций в течение 1930-х годов. МКО не считала себя новым интернационалом, а фракцией, исключенной из Коминтерна, но стремящейся в него вернуться при условии изменения его политики и свободе внутренней дискуссии. Большинство организаций МКО прекратили своё существование к концу 1930-х — 1940-м годам. В настоящее время в Германии действует Группа рабочей политики (Gruppe Arbeiterpolitik), созданная Генрихом Брандлером в западной части страны после его возвращения из эмиграции в 1949 году, и Группа Голос рабочих (Gruppe Arbeiterstimme), отделившаяся в 1971 году от Группы Рабочей политики. Обе организации позиционируют себя в качестве идеологических преемников КПГ-О.